# تشارلز جوزيف دي ألميدا
تشارلز جوزيف دي ألميدا  (و. 1822 – 1880 م) هو فيزيائي من فرنسا . ولد في باريس .
توفي في باريس ، عن عمر يناهز 58 عاماً.